# Osphya talyschensis
Osphya talyschensis is een keversoort uit de familie zwamspartelkevers (Melandryidae). De wetenschappelijke naam van de soort werd in 1902 gepubliceerd door Maurice Pic.